# Castillo de Ribadavia
El castillo de Ribadavia, también conocido como castillo de los condes Sarmiento, es una antigua fortificación situada en el municipio gallego de Ribadavia, en un promontorio a orillas del río Avia. Fue residencia de los Condes de Ribadavia, de la familia Sarmiento, hasta el siglo XVII.
En el interior de la fortificación se celebra en el mes de julio la Muestra Internacional de Teatro de Ribadavia, uno de los certámenes de teatro más importantes de Galicia.

## Historia
En el lugar que hoy en día ocupa el castillo se asentaba hasta el siglo XV la capilla prerrománica de San Xes de Francelos, en la actualidad trasladada a las proximidades de la villa, en la parroquia de Francelos.
También existía una casa-torre donde habitaba D. Pedro Ruiz Sarmiento desde 1375, a quien Enrique II otorgó el Señorío de Ribadavia. Durante este siglo se comenzó a construir el castillo, terminado en el siguiente, siendo interrumpida su construcción en varias ocasiones, por ejemplo durante el asedio de la villa por el Duque de Lancaster en el año 1385.
En el siglo XVII el castillo fue abandonado, ya que los Condes de Ribadavia fijaron su residencia en el palacio que después heredaría su nombre, situado en la plaza mayor de la villa.

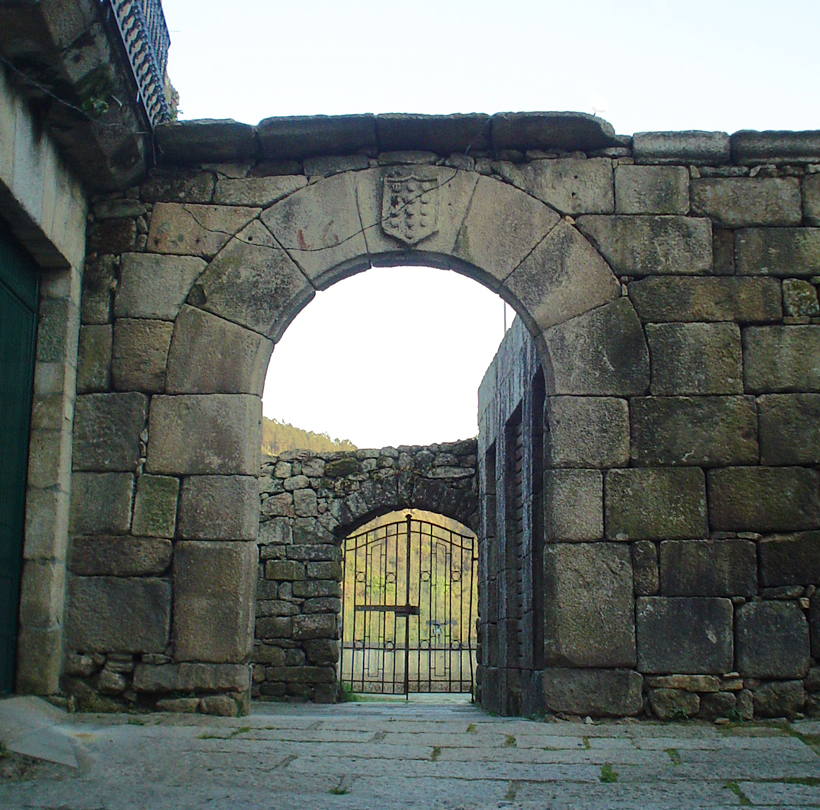
Una de las entradas al castillo, con el escudo de los Sarmiento en la parte superior
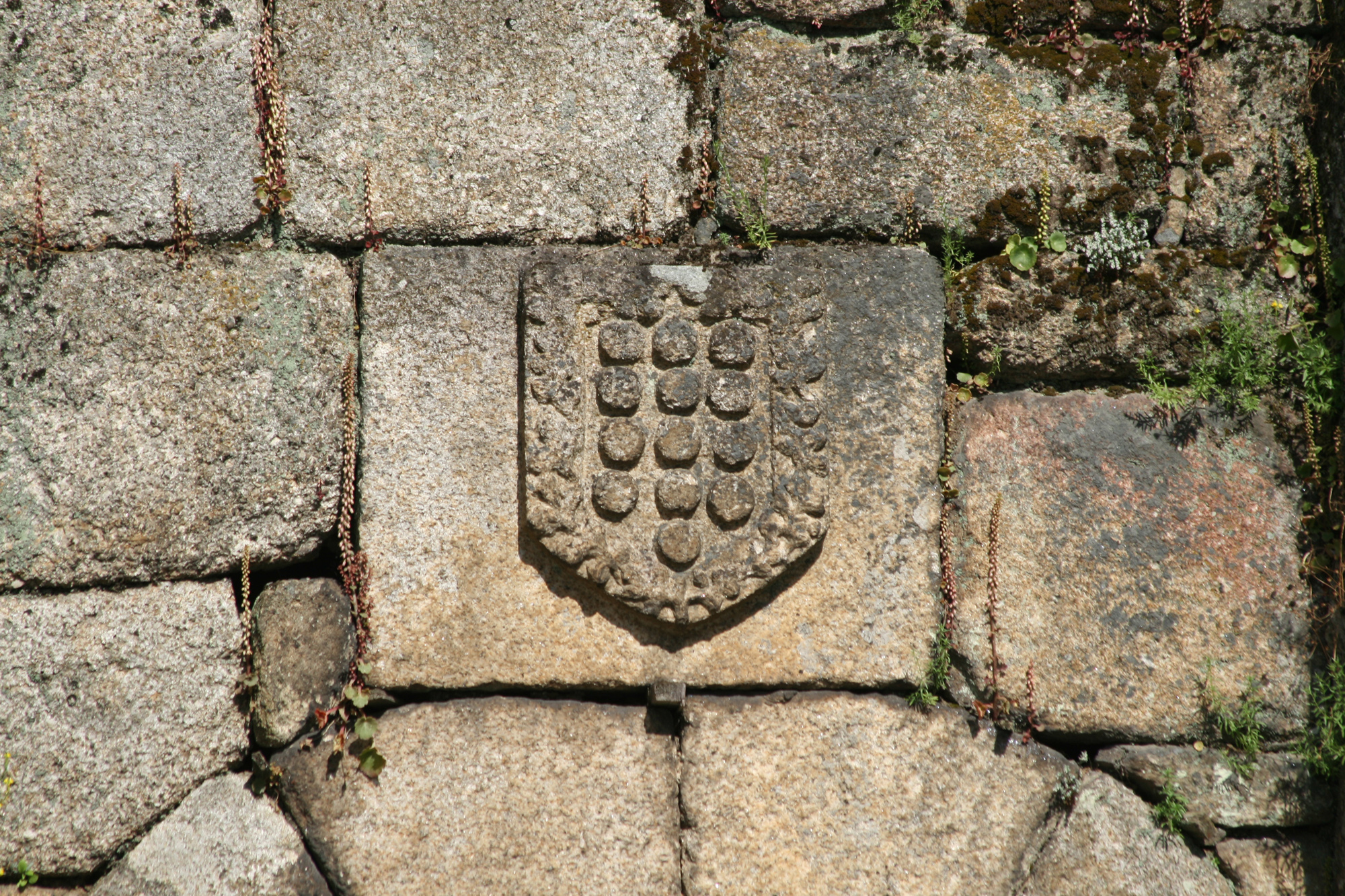
Detalle del escudo
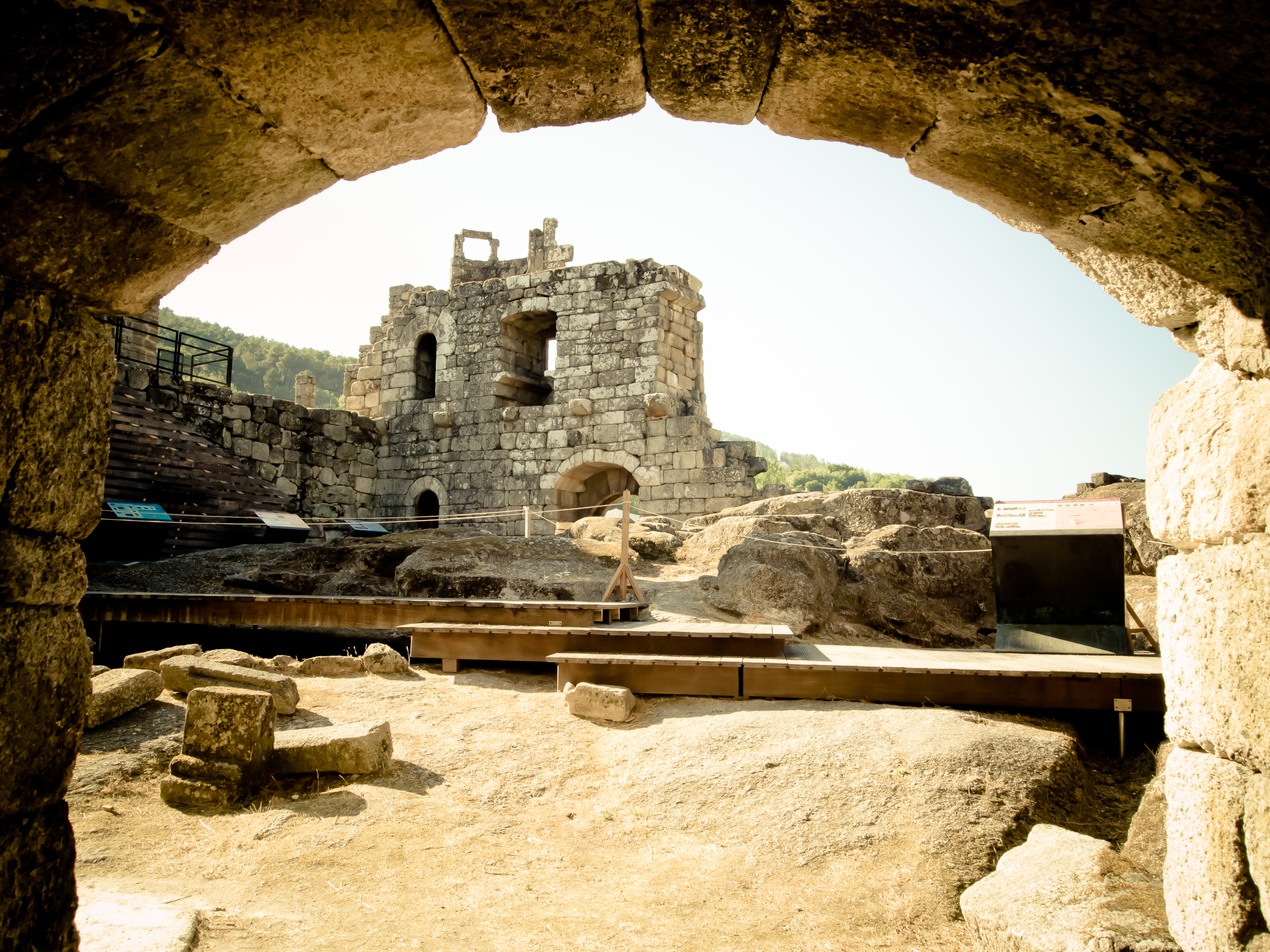
Interior del castillo
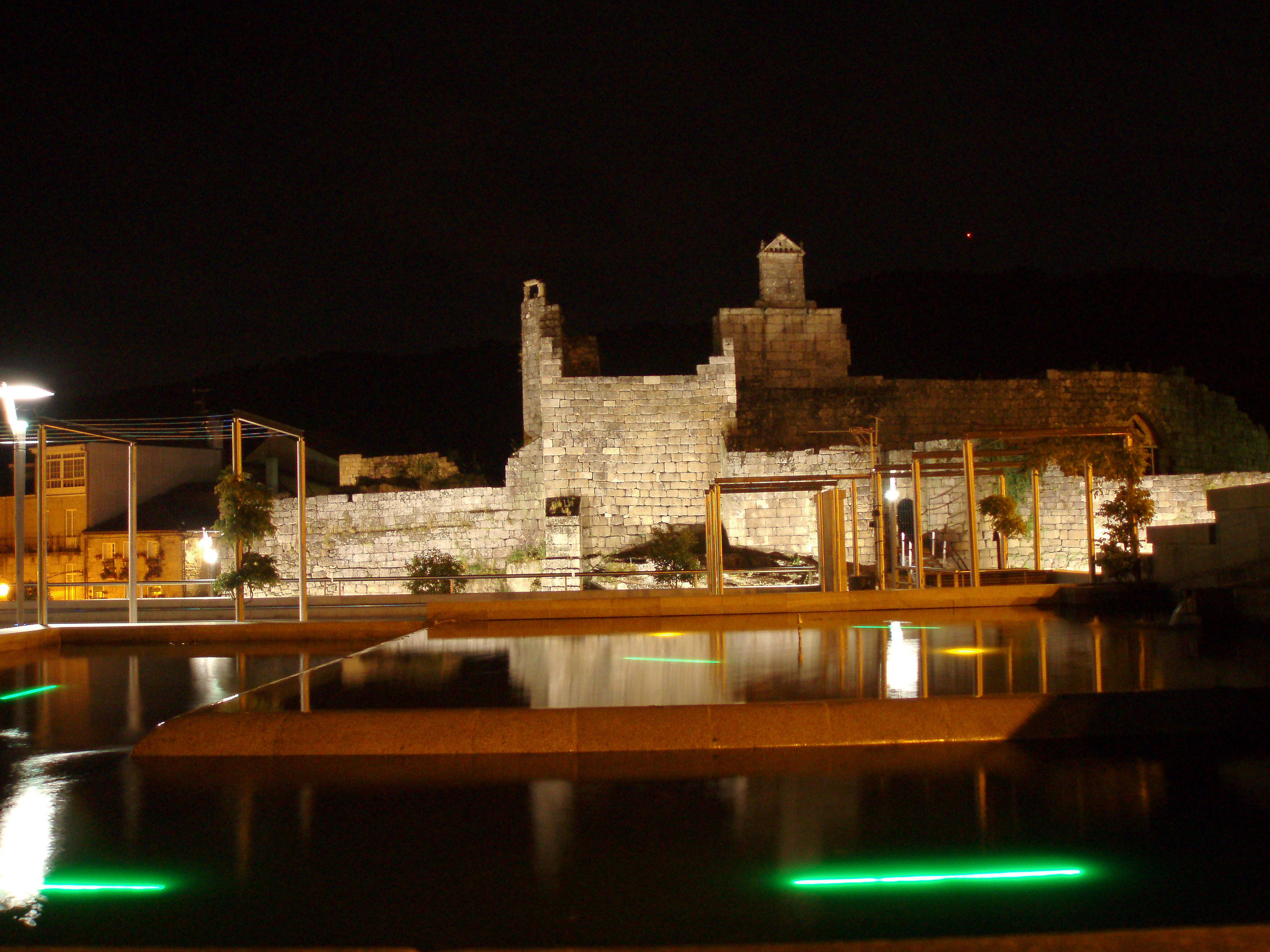
Vista noctura desde la alameda